# Microbisium brevipalpe
Microbisium brevipalpe är en spindeldjursart som först beskrevs av Vladimir V. Redikorzev 1922.  Microbisium brevipalpe ingår i släktet Microbisium och familjen helplåtklokrypare. Inga underarter finns listade i Catalogue of Life.